# Freestone County
Freestone County je okres ve státě Texas v USA. K roku 2010 zde žilo 19 816 obyvatel. Správním městem okresu je Fairfield. Celková rozloha okresu činí 2 310 km².